# 于占彪
于占彪（1914年11月19日—1998年11月18日），小名“兵乱”，陕西省旬邑县原底乡孙家村人。陕北红军团长。中国人民解放军副军级将领。第五届全国政协委员。

## 生平
10岁时给地主当小长工。1928年5月6日参加旬邑起义，起义失败后逃亡到同官煤矿（今铜川矿务局）下井当矿工。1929年刘志丹到同官煤矿开展工人运动，于兵乱追随刘志丹参加革命。刘志丹给他起名为“于占彪”。1930年参加红军陕甘边游击队为战士。1931年1月加入中国共产党。任刘志丹警卫员。1932年12月，随刘志丹所部游击队来到转角（今旬邑县马栏镇转角社区）改编为红二十六军二团。1933年4月任警卫排长，6月随刘志丹被迫执行红二十六军南下渭华建新苏区错误决定，兵败南山后辗转于10月回到照金。1933年11月任红二十六军第42师第三团连长。1935年1月，中央特科张庆孚（1901 — 1968）从上海来到西安，习仲勋和高岗命于占彪率部将张庆孚接回南梁，又奉命护送张庆孚北上陕北苏区。1935年9月17日红十五军团成立，红二十六军改编为78师，辖232团、234团和骑兵团3个团，于占彪转任232团营长。1935年11月任红二十八军（军长刘志丹）第二团团长、红二十八军第二五一团团长。
1938年4月抗大一大队毕业后任陕甘宁边区三边特委蒙古工作委员会委员，八路军绥蒙游击司令部政治部副主任、副司令，中共绥蒙工作委员会军事部部长，活动于定边县张家畔、伊盟鄂托克旗桃力民克泊尔庙，以及内蒙古五原乌拉特前旗黑柳子、先锋、白彦花，公庙子四个乡镇。组建了包头中滩地区第一支抗日武装“八路军大青山联络支队”，打通了通往蒙古和共产国际的通道，荣获了共产国际颁发的奖章。1939年3月绥蒙工委与大青山特委并为绥远省委，任绥远省委委员、省委军事部副部长（部长李井泉），活动于内蒙古武川县得胜沟乡的得胜沟，李齐沟和大青山乡的井尔沟。1939年12月绥远省委改称绥远区委，于占彪担任区委委员兼军事部部长。1940年7月，雁北地区并入，绥远区委改称晋绥边区委员会，于占彪担任区委委员兼武装部部长。1941年3月晋绥边区改称绥察边区，任区委常委、区委武装部部长、绥察军区副司令员。1941年6月任八路军绥察独立二支队司令员。大青山支队三团代理团长。1941年9月，兼任绥察行政公署军事部长兼八路军大青山骑兵支队三团代团长。
1942年9月，绥察区委推荐于占彪为中共七大代表，离开大青山，押送物资回到并驻留延安。1942年10月至1943年1月，参加西北局高干会，任“抢救失足者运动”冤案甄别委员会委员。入西北局党校学习。中共七大代表。
1952年转业到地方，任中央人民政府燃料工业部西北煤炭工业管理局党组书记、副局长兼西北煤田地质勘探局党委书记、局长（行政十级）。1958年任青海省体育运动委员会党组书记、主任（行政十级）。1959年5月调北京任地质部技术装备司党总支书记、副司长（行政十级）。第五届全国政协委员。1982年12月31日副部长级待遇离休。
荣获二级八一勋章、一级独立自由勋章、一级解放勋章、人民功臣勋章、解放西北纪念章、西北军区第一次英模大会奖章、献身地质事业奖章。
去世后，经中组部、国土资源部、中共陕西省委、陕西省人民政府同意，1999年4月3日于占彪夫人康军携子女将于占彪骨灰撒在华山引凤亭。